# Нога диявола
«Нога диявола» (англ. «The Adventure of the Devil's Foot») — твір із серії «Його останній уклін» Артура Конана Дойля. Уперше опубліковано в «Strand Magazine» у 1908 році.
Сам автор пізніше заніс цю історію до свого списку «12 улюблених історій про Шерлока Холмса».

## Сюжет
Холмс з Вотсоном їде на відпочинок у графство Корнуол. Через декілька днів до них навідуються містер Мортімер Трегеніс і містер Райндгей, які повідомляють, що двоє братів містера Трегеніса збожеволіли, а сестра померла. Трегеніс навідався до них, пограв з ними у віст, а потім пішов. Коли він повернувся вранці, вони сиділи на своїх місцях, брати, Джордж і Оуен, сміялися та співали, а сестра, Бренда, була мертва. Коли економка побачила це, то знепритомніла. Містер Мортімер мало спілкувався з ними через непорозуміння, спричинені продажем сімейного бізнесу. Бренда померла з жахливим виразом обличчі, лікар сказав, що її смерть настала близько шести годин тому.
Досліджуючи будинок, Холмс знаходить залишки полум'я в каміні, Трегеніс говорить, що ніч була вологою.
Міркування Холмса такі:
- Що б не сталося з цими людьми, це відбулося одразу ж після того, як Трегеніс покинув їх.
- Якщо хтось налякав потерпілих, заглянувши до вікна, то чому немає слідів?
- Що міг зробити цей невідомий, щоб спричинити такі результати?

Через певний час помер містер Мортімер Трегеніс помер точно так само, як і його сестра. У кімнаті було душно, хоча вікно було відкрите. На столі стояла лампа. Холмс досліджує кімнату, дещо забираючи з собою.
Щоб перевірити свої здогадки, детектив бере лампу, яка була на столі у кімнаті загиблого, й насипає туди порошок, який взяв з кімнати. Горіння лампи випускає отруйний газ, Вотсон вчасно витягає Холмса з кімнати.
Для Холмса стає зрозумілим, що Мортімер Трегеніс використав порошок, щоб убити братів та сестру, але хто ж убив його самого? Розслідування детектива приводять до висновку, що це був лікар Стерлейл, який прибув з Плімута, дізнавшись про хворобу двох братів і смерть сестри Трегеніса. Стерлейл пояснює, що він любив Бренду, але не міг одружитися з нею через певні законодавчі обмеження. Він помстився Мортімеру за її вбивство. Отрута, якою було скоєно злочин — це порошок із кореня «Нога диявола» (лат. Radix pedis diaboli, (такої рослини в природі не існує)). Лікар привіз її з Африки з цікавості, не думаючи, що вона йому знадобиться за призначенням. Одного разу він розказав про неї Мортімеру, який вкрав корінь. Холмс радить Стерлейлу вертатися до Африки.